# CRKSV Jong Colombia
CRKSV Jong Colombia is een Curaçaose voetbalclub uit Boca Samí. De club werd in 1951 opgericht en komt uit in de Sekshon Pagá. De club haalde in de historie twee keer de finale van de CONCACAF Champions Cup.

## Erelijst
- Kopa Antiano: 12

1966, 1968, 1971, 1972, 1973, 1974, 1975, 1978, 1988, 1994, 1997, 2001
- Sekshon Pagá: 5

1975, 1979, 1988, 1994, 2000